# الطاهرة (الشرقية)
قرية الطاهرة هي إحدى القرى التابعة لمركز الزقازيق في محافظة الشرقية في جمهورية مصر العربية. حسب إحصاءات سنة 2006، بلغ إجمالي السكان في الطاهرة 6698 نسمة، منهم 3469 رجل و3229 امرأة.

## التاريخ
قرية الطاهرة من القرى القديمة، حيث وردت باسم «طاهلا» في أعمال الشرقية ضمن قرى الروك الصلاحي التي أحصاها ابن مماتي في كتاب قوانين الدواوين. كما وردت باسم «طلهرا» في أعمال الشرقية ضمن قرى الروك الناصري التي أحصاها ابن الجيعان في كتاب «التحفة السنية بأسماء البلاد المصرية». وفي العصر العثماني كان اسمها في التربيع العثماني الذي أجراه الوالي العثماني سليمان باشا الخادم في عصر السلطان العثماني سليمان القانوني «طهرة» ضمن قرى ولاية الشرقية، وفي تاريخ 1228هـ/1813م الذي عدّ قرى مصر بعد المسح الذي قام به محمد علي باشا باسم "طهرة العورة" ضمن قرى مديرية الشرقية. ويُذكر أن القرية تغيّر اسمها إلى «الطاهرة» سنة 1348هـ/1929م.